# Knooppunt Daussoulx
De verkeerswisselaar van Daussoulx is een typisch turbineknooppunt. Het is het knooppunt tussen de A15/E42 (Autoroute de Wallonie) en de A4/E411 (Brussel - Aarlen) nabij de Belgische stad Namen. Terwijl de afritten rechtsaf meestal de buitenkant van een knooppunt vormen (de afrit rechtsaf komt er eerder aan dan die linksaf), bevinden in Daussoulx de afritten rechtsaf zich binnenin de turbine met afritten linksaf (de afrit linksaf komt er eerder aan dan die rechtsaf).
| Aansluitende wegen                          | Aansluitende wegen   | Aansluitende wegen         | Aansluitende wegen | Aansluitende wegen |
| ------------------------------------------- | -------------------- | -------------------------- | ------------------ | ------------------ |
|                                             |                      | richting Waver / Brussel   |                    |                    |
|                                             |                      |                            |                    |                    |
| richting Charleroi / Bergen Rijsel / Parijs | richting Luik / Aken |                            |                    |                    |
|                                             |                      |                            |                    |                    |
|                                             |                      | richting Namen / Luxemburg |                    |                    |

Aalbeke · Antwerpen-Centrum · Antwerpen-Haven · Antwerpen-Noord · Antwerpen-Oost · Antwerpen-West · Antwerpen-Zuid · Arquennes · Battice · Beaufays · Beveren · Bois-d'Haine · Brugge · Cerexhe · Charleroi-Nord · Charleroi-Sud · Cheratte · Daussoulx · Destelbergen · Doornik · Familleureux · Fexhe-Slins · Gent-Centrum · Gouy · Grâce-Hollogne · Groot-Bijgaarden · Hautrage · Hauts-Sarts · Heppignies · Heverlee · Hoog-Itter · Houdeng-Goegnies · Jabbeke · Jemappes · Kortrijk-West · Kortrijk-Zuid · Leonardkruispunt · Loncin · Lummen · Machelen · Marcinelle · Marquain · Merelbeke · Moorsele · Neufchâteau · Ranst · Sint-Stevens-Woluwe · Strombeek-Bever · Thiméon · Ville-sur-Haine · Vottem · Wilrijk-Valaar · Zaventem · Zwijnaarde